# Bomarea patacoensis
Bomarea patacoensis là một loài thực vật có hoa trong họ Alstroemeriaceae. Loài này được Herb. miêu tả khoa học đầu tiên năm 1837.
Loài cây này có nguồn gốc từ Colombia và Peru. Cánh hoa bên ngoài có màu đỏ tươi, còn các cánh hoa bên trong có màu vàng và các đốm màu đỏ đậm. Loài này cao từ 8-12 ft.